# Акерманска конвенција
Акерманска конвенција је уобичајени назив уговора закљученог између Русије и Османског царства 25. септембра (7. октобра по новом календару) 1826. године у тврђави Акерман у јужном делу Бесарабије под називом Буџак (данас у Украјини).
Одредбама Акерманске конвенције је предвиђено да:
1. сваки представник Османлијских власти на локалном нивоу у Молдавији и Влашкој (рум. hospodar) буде биран на период од 7 година свако у својој административној јединици (рум. Divan) уз обострано одобрење и Русије и Османског царства
2. да се војска Османског царство повуче из Молдавије и Влашке
3. Влашкој је дата контрола над дунавским лукама Ђурђу, Браила и Турну Магуреле
4. чланом 5 је Србији (тада провинција у оквиру Османског царства) дата аутономија и враћене су јој територије које су јој одузете 1813. године
5. Србима је дата слобода кретања у Османском царству

Кршење Акерманске конвенције које је почињено по налогу султана Махмуда II је довело до Руско-турског рата (1828–1829).